# Oschersleben
Oschersleben (pronunciación en alemán: /ˈɔʃɐsˌleːbn̩/ⓘ) es un municipio situado en el distrito de Börde, en el estado federado de Sajonia-Anhalt (Alemania), a una altitud de 85 metros. Su población a finales de 2019 era de  19630 habitantes y su densidad poblacional, 103.91 hab/km².